# サミ・ブアジラ
サミ・ブアジラ（Sami Bouajila、1966年5月26日 - ）は、フランスの俳優。
イゼール県ラ・トロンシュ出身。父親はチュニジアからの移民。セザール賞を2回受賞した。

## 主な出演作品
- ある歌い女の思い出 Samt El Qusur (1994)
- アンナ・オズ Anna Oz (1996)
- アルテミシア Artemisia (1997)
- マーシャル・ロー The Siege (1998)
- 幸せな日々 Nos vies heureuses (1999)
- 愉快なフェリックス Drôle de Félix (2000)
- ヴォルテールのせい La Faute à Voltaire (2000)
- 彼女たちの時間 La Répétition (2001)
- スズメバチ Nid de guêpes (2002)
- キスはご自由に Embrassez qui vous voudrez (2002)
- “男たちと共に” 演技するレオ Léo, en jouant « Dans la compagnie des hommes » (2003)
- デイズ・オブ・グローリー Indigènes  (2006)
- ストーン・カウンシル Le Concile de pierre (2006)
- 証人たち Les Témoins (2007)
- ロンドン・リバー London River (2009)
- インサイドゲーム Le Premier Cercle (2009)
- カレ・ブラン Carré blanc (2011)
- ザ・クルー Braqueurs (2015)
- 盗聴者 La Mécanique de l'ombre (2016)
- ザ・バウンサー Lukas (2018)
- スルー・ザ・ファイヤー/炎の傷跡 Sauver ou périr (2018)
- リベンジ・アイランド Paradise Beach (2019)
- 土と血 La Terre et le Sang (2020)
- ギャングランド: 抗争地帯 Braqueurs (2021- ) テレビドラマ
- 黒い蝶 Les Papillons noirs (2022) テレビミニシリーズ
- The Crow (2024)